# Festivalbar 1997
Il trentaquattresimo Festivalbar si svolse durante l'estate del 1997 in 9 puntate, registrate presso Piazza Sordello a Mantova, l'Arena di Pola, l'Arena Alpe Adria di Lignano Sabbiadoro e Piazza del Plebiscito a Napoli, sede della finalissima. Venne condotto da Amadeus, affiancato da Alessia Marcuzzi (1°, 2°, 8° e 9° appuntamento), Simona Ventura (3°, 4°, 5°, 8° e 9° appuntamento), Elenoire Casalegno (6° e 7° appuntamento) e Natalia Estrada (6° e 7° appuntamento). 
Il vincitore dell'edizione fu Pino Daniele sia nella categoria singoli con Che male c'è sia in quella album con Dimmi cosa succede sulla terra.

## Cantanti partecipanti
- Pino Daniele - Che male c'è e Dubbi non ho
- Carmen Consoli - Venere
- Jovanotti - Bella, Questa è la mia casa e Per la vita che verrà
- Marina Rei - Primavera
- Litfiba - Regina di cuori e Ritmo 2
- Articolo 31 - Così e cosà
- 883 - La regola dell'amico
- Alexia - Uh la la la
- The Verve - Bitter Sweet Symphony
- Paola & Chiara - Bella
- Anna Oxa - Medley
- Mango - Cuore
- Spice Girls -
- Rosana - El talisman
- Aqua - Barbie Girl
- Blur - Song 2
- Laura Pausini - Seamisai
- Paola Turci - Sai che è un attimo
- Spagna - Indivisibili e Dov'eri
- Natalia Estrada - Eres tierra del sol e Bananas y frambuesa
- Fiorella Mannoia - Non sono un cantautore
- Los Locos - Tic tic tic tac
- Vacuum - I Breathe
- Ambra - Ritmo vitale
- Hanson - MMMBop e Where's the love
- Nek - Laura no está e Sei grande
- Roberto Vecchioni - El bandolero stanco e O primm' ammore
- Sottotono - Dimmi di sbagliato che c'e' (DiscoVerde)
- Ricky Martin - Maria
- La Fuertezza - Fiesta flamenca
- Biagio Antonacci - Non parli mai
- Jon Bon Jovi - Midnight in Chelsea e Queen of New Orleans
- Wyclef Jean & Fugees - Guantanamera
- Samuele Bersani - Giudizi universali
- Syria - L'angelo
- U2 - Discotheque
- Loredana Bertè - La pelle dell'orso
- Patty Pravo - Pensiero stupendo '97
- Lisa Stansfield - The Real Thing
- Molella & Phil Jay feat. Nancy - It's a Real World
- Mario Castelnuovo - Come sarà mio figlio
- Gina G - Fresh
- Farias - Te siento mucho
- Franco Battiato - Di passaggio e La cura
- Dj Dado - Coming Back
- Riccardo Cocciante - Ti amo ancora di più
- Livin Joy - Medley

## Sigla
La videosigla di questa edizione erano le canzoni Questa è la mia casa di Jovanotti e Dubbi Non ho di Pino Daniele

## Organizzazione
- Mediaset

## Direzione artistica
- Vittorio Salvetti